# Milano nera
Milano nera è un film del 1963 diretto da Gian Rocco e Pino Serpi, considerato un esempio di post-neorealismo.

## Trama
Un gruppo di giovani se la spassa nella città di Milano. Un evento tragico, la morte del piccolo fratello di uno di loro, conclude il film.

## Produzione
La sceneggiatura originale (nota anche con i titoli alternativi  La rovina della società, Polenta e sangue e La nebbiosa - con quest'ultimo titolo è stata pubblicata da Il Saggiatore) di Pier Paolo Pasolini viene completamente rimaneggiata dai registi e dal produttore Renzo Tresoldi, su commissione del quale era stata scritta.
Interamente girato a Milano, si notano il grattacielo Pirelli e la Torre Galfa, il duomo di Milano e infine, gli ultimi dieci minuti del film sono girati all'esterno e all'interno dello stadio San Siro. Qui il bambino viene investito da un'auto al di fuori dei cancelli.

## Distribuzione
Il film circola in sala per qualche giorno nel 1963, due anni dopo la sua produzione, in sole 25 copie e col divieto ai minori di 18 anni. Viene considerato "una rarità, riscoperta solo molto più tardi dai cinefili". A fine anni novanta circola in televisione una versione tagliata per derubricare il divieto censura; questa stessa versione verrà pubblicata in DVD nei primi anni duemila.

## Musica
Nel film è presente la canzone Perché non piango più di Nico Fidenco e Giovanni Fusco.